# Journal of the British Interplanetary Society
O Journal of the British Interplanetary Society (em português: Diário da Sociedade Interplanetária Britânica) é um jornal científico, revisado por revisão por pares, lançado mensalmente desde 1934. O jornal fala sobre astronáutica, ciência espacial e tecnologia, incluindo design de espaçonaves, teoria dos bocais, design de veículos de lançamento, estações espaciais, exploração lunar, propulsão de naves espaciais, exploração tripulada e não tripulada do espaço, viagem interestelar, comunicação Interestelar, vida extraterrestre, filosofia e cosmologia. É mantida e publicada mensalmente pela Sociedade Interplanetária Britânica.

## História
Foi estabelecido em 1934, quando a Sociedade Interplanetária Britânica foi criada. A edição inaugural citava:
O objetivo final da sociedade, claro, é a conquista do espaço e portanto, da exploração espacial... (o) objetivo imediato é o estímulo do interesse público no objetivo da exploração interplanetária e da disseminação do conhecimento apresentando as verdadeiras naturezas das dificuldades que no presente obscurecem suas conquistas. (traduzido do inglês)
A primeira edição era apenas um panfleto de seis páginas, mas vem sendo publicado ininterruptamente desde 1934.

## Artigos relevantes

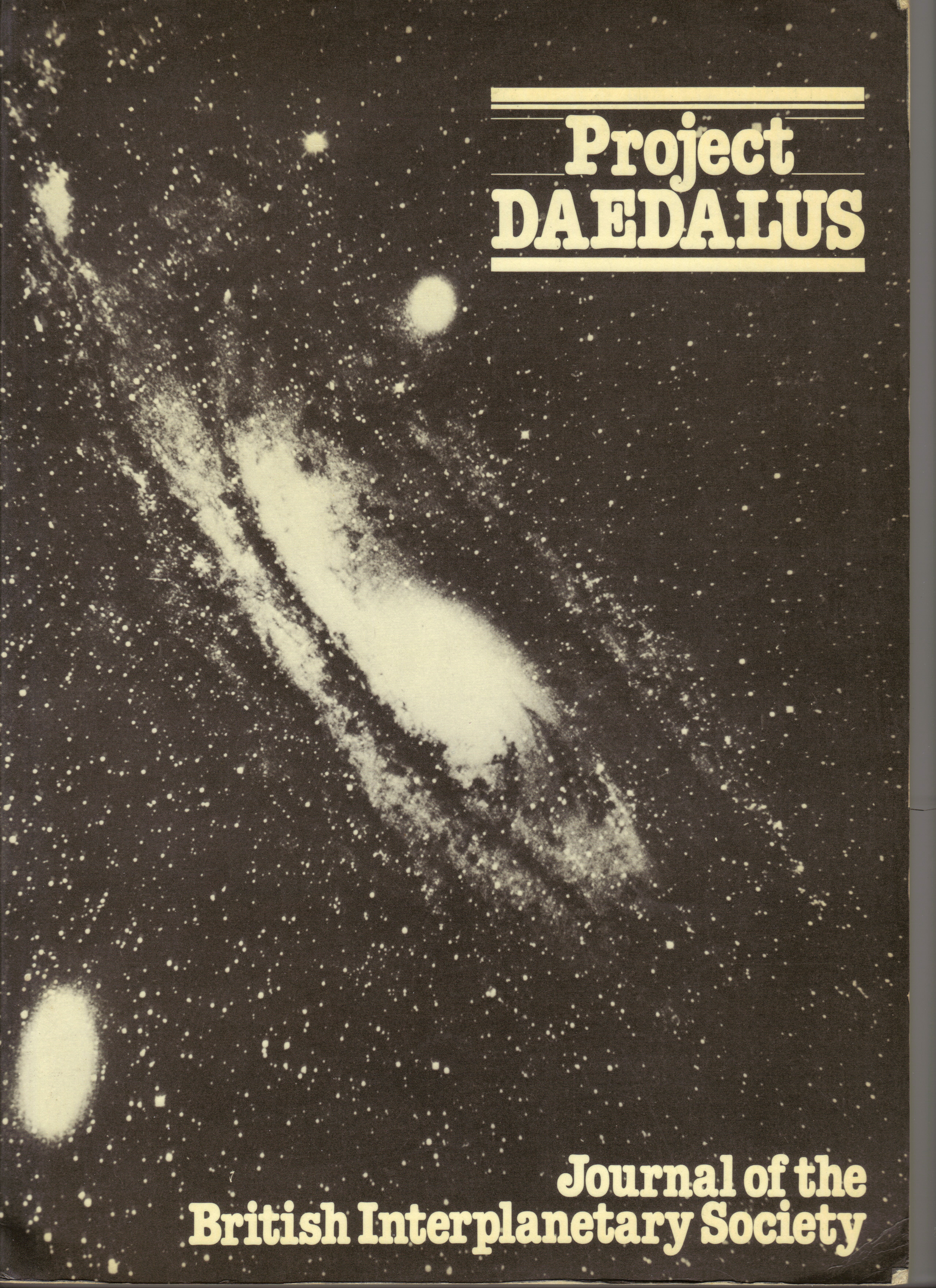
Capa da Edição Suplementar Especial do JBIS de 1978, sobre o Projeto Daedalus.

Alguns dos artigos relevantes incluem:
- ROSS, H.E. (1934). The B.I.S Space-ship. JBIS 5 ed. Reino Unido: BIS. pp. 4–9
- CLARKE, Arthur C. (1946). The Challenge of the Spaceship (Astronautics and its Impact Upon Human Society). JBIS 6 ed. Reino Unido: BIS. pp. 66–78
- SHEPHERD, Les (1952). Interstellar Flight. JBIS 11 ed. Reino Unido: BIS. pp. 149–167
- CLEAVER, Arthur (1954). A Programme for Achieving Interplanetary Flight. JBIS 13 ed. Reino Unido: BIS. pp. 1–27
- BOND, Alan; MARTIN, Anthony et al. (1978). Project Daedalus - Final Study Reports. Special Supplement JBIS Reino Unido: BIS. pp. 1–192

## Editores
Algumas das pessoas que já foram editor-chefe do jornal são:
- Phillip E. Cleator
- J. Hardy
- Gerald V. Groves
- Anthony R. Martin
- Mark Hempsell
- Chris Toomer
- Kelvin Long